# Ophiomaza moerens
Ophiomaza moerens är en ormstjärneart som beskrevs av Jean Baptiste François René Koehler 1898. Ophiomaza moerens ingår i släktet Ophiomaza och familjen Ophiothrichidae. Inga underarter finns listade i Catalogue of Life.